# Dermapteromyces ctenophorus
Dermapteromyces ctenophorus är en svampart som beskrevs av Thaxt. 1931. Dermapteromyces ctenophorus ingår i släktet Dermapteromyces och familjen Laboulbeniaceae.   Inga underarter finns listade i Catalogue of Life.